# Dwergzaagvis
De dwergzaagvis  (Pristis clavata) is een zaagvis uit de familie Pristidae. De soort komt voor in de ondiepe, tropische wateren van de Indische- en Grote Oceaan rond Australië. De soort kan 3.2 meter lang worden en is eierlevendbarend.

## Status op de Rode Lijst
In de wateren rond Indonesië en India bestaat er een gerichte visserij op haaien en roggen. Verder ondervindt de soort grote schade door ongewilde bijvangsten. Doordat haaien en roggen zich veel minder snel voortplanten (K-strategie) dan de vissoorten waarop gejaagd wordt, zijn ze kwetsbaar voor uitsterven. Daarom staat de dwergzaagvis  als een kritiek bedreigde soort op de Rode Lijst van de IUCN.